# Xerosecta terverii
Xerosecta terverii е вид охлюв от семейство Hygromiidae.

## Разпространение
Видът е разпространен във Франция.